# Anthus cinnamomeus
El bisbita africano (Anthus cinnamomeus)  es una especie de ave paseriforme de la familia Motacillidae propia del África subsahariana. Este pájaro anteriormente estaba agrupado junto con los bisbitas de Richard, neozelandés, montano y de los arrozales en una única especie, bisbita de Richard (Anthus novaeseelandiae), pero en la actualidad se considera una especie separada.

## Descripción

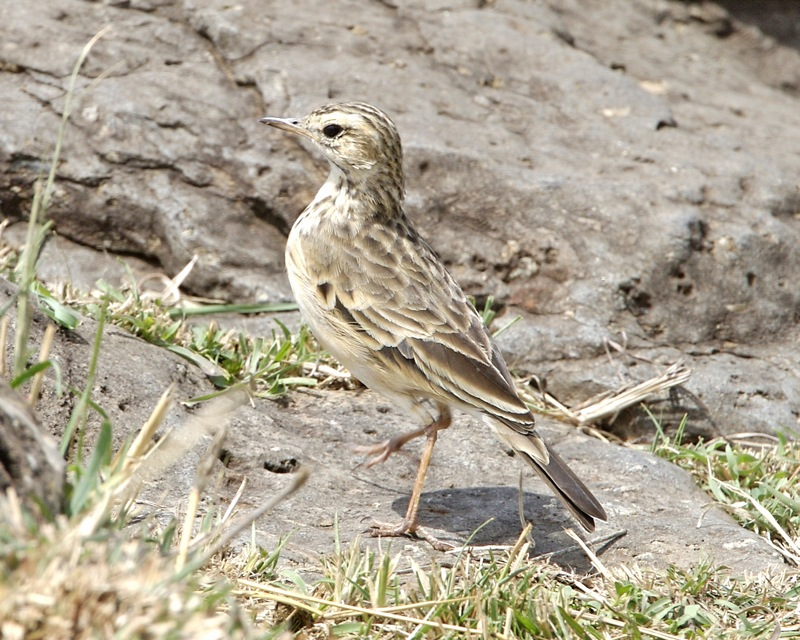
Adulto de A. c. lacuum en Kenia.

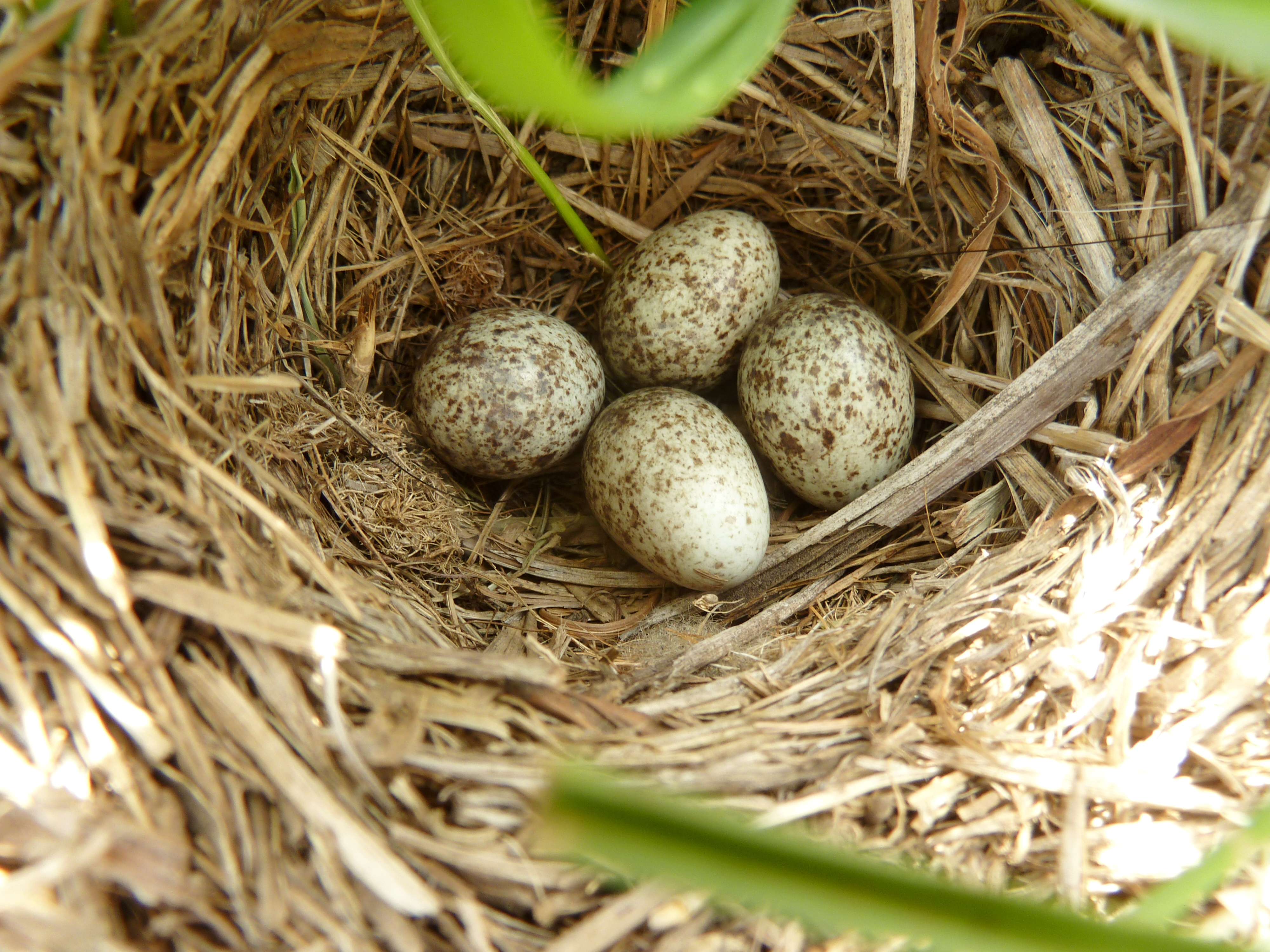
Nido en Sudáfrica.

El bisbita africano es un ave esbelta con un porte envarado que mide de 15 a 17 cm de largo. El plumaje de su parte superior es de un tono ante amarronado con pintas oscuras. Sus partes inferiores son blancas o de un beige pálido, su pecho posee pintas y las zonas laterales y vientre son lisos. Su rostro se destaca por su patrón distintivo una franja clara sobre el ojo y una franja malar oscura. Las plumas externas de la cola son blancas. Sus patas son largas y rosadas y su pico esbelto es oscuro con una base amarillenta en la base de la mandíbula inferior. Los ejemplares juveniles tienen el pecho jaspeado que se difumina en las partes superiores y algunas pintas en los laterales.

## Distribución y hábitat
Se lo encuentra en las praderas y pastizales en el Sur, Centro y Este de África, al sureste de una línea que va desde Angola atraviesa la República Democrática del Congo hasta Sudán. También se lo encuentra en el suroeste de Arabia. Existe una población aislada en las tierras altas de Camerún la que a veces es considerada una especie separada: bisbita de Camerún (Anthus camaroonensis).